# Отверница
Отве́рница (бел. Атве́рніца) — деревня в составе Ланьковского сельсовета Белыничского района Могилёвской области Республики Беларусь.

## Географическое положение
Расположена на берегу реки Неропля близ водохранилища.

## Население
- 2010 год — 14 человек